# Оля (Астраханская область)
Оля́ — село в Лиманском районе Астраханской области, административный центр Олинского сельсовета. Село расположено на берегу Бахтемира, в непосредственной близости от Каспийского моря и примерно в 120 километрах на юго-запад от Астрахани. В селе расположен морской порт Оля́.
Границами селения являются: с севера — ильмень Большая Чада, с востока — река Бахтемир, с юга — ильмень Забурунный, с запада — сельскохозяйственные угодья.
В 2012 г. на территории населённого пункта зафиксировано 616 хозяйств; количество проживающего населения 1574 человека.

## История
Оля — одно из старейших рыбацких сёл Астраханской области. Слово оля́ — калмыцкого происхождения, так назывался небольшой калмыцкий топорик. Некогда село Оля располагалось на острове, формой похожей на такой топорик, отсюда, полагают, и произошло название села. С юга и запада от Оля на подобных островах находились другие посёлки: на юге в двух километрах — Чанта и в трёх километрах — Карантинный, на юго-западе — калмыцкий хотон Коря. Островные посёлки разделялись мелкими протоками. С севера остров с селом Оля омывали воды Бахтемира, с востока — взморье. Постепенно море уходило. Воды реки отступали, проливы между островами мелели, заносились песком и илом, пока не исчезли. Постепенно разрастаясь, Оля и посёлки вокруг него соединились друг с другом, фактически образовав единый населённый пункт. В настоящее время сёла Лесное и Оля разделяет лишь небольшой ерик Чантинка. На западе в непосредственной близости от Оля расположен калмыцкий посёлок Баста.
Первыми поселенцами Оля были бывшие пленники ханов средней Азии — Хивинского и Бухарского. Они происходили от крепостных крестьян Симбирской губернии.
До революции в посёлке насчитывалось около 90 дворовых построек, многие из которых были деревянные. Олинский бугор (ловцы называли его чаще именно так) передним концом в виде мыса далеко выдавался в предустьевое пространство. Нередко сильные остовые ветра с моря затапливали село. Так 12 ноября 1910 г. из-за урагана с моря вода поднялась на 5 аршин, смыло 37 дворов, абсолютно целыми остались только 8, погибло всё снаряжение, имущество, скот, были и жертвы. Такие явления природы заставляли жителей двигаться со своими постройками назад. Некоторые переносили свои дома с одного места до 2—3 раз.
В 1930 году по решению общего собрания граждан села Оля Олинского сельского Совета Икрянинского района Астраханского межрайона Нижне-Волжского края был организован колхоз «Труд Сталина».
В годы Великой Отечественной войны село Оля, являясь самым южным оборонительным рубежом на выходе в Каспий, приобрело стратегическое значение, когда в 1942 году в целях выхода к Волге немцы стремились захватить Астрахань. Летом 1942 года в здании Никольской церкви разместился штаб подразделения зенитчиц, которое состояло в основном из девушек 18—22 лет. На месте нынешнего парка были вырыты окопы и углубления, в которых были замаскированы артиллерийские орудия. Из них зенитчицы стреляли по пролетавшим самолетам врага. После разгрома немцев под Сталинградом зенитчиц отправили на фронт.
В мае 1944 года село Оля было передано Лиманскому району Астраханской области. В 1961 году колхоз «Труд Сталина» был переименован в честь предстоящего 22 съезда КПСС. 15 марта 1963 года колхоз им. 22 съезда КПСС был объединён с колхозом им. Чкалова села Лесное, образован один колхоз им. Чкалова с центральной усадьбой в селе Оля.
В 1992 году был подписан указ президента об организации в районе села торгового порта и передислокации Каспийской флотилии. В 1993 году была подготовлена предварительная Концепция развития поселка с организацией погранпоста.

## Физико-географическая характеристика

### Рельеф местности
Важную роль в формировании рельефа всегда играло Каспийское море, уровень которого постоянно повышался и падал. В доисторические времена вся территория была затоплена и приблизительно 15 тыс. лет назад море отступило. Поселение и его окрестности располагаются на аккумулятивной равнине, ниже уровня моря, как и большая часть Астраханской области. Примечательной особенностью равнины являются бэровские бугры.
Озёра-ильмени располагаются между грядами бугров (Большая Чада, Малая Чада, Забурунный, Большой Руснур, Малый Руснур, Гюнхара, Солёный, Сазаний, Корсункин и др.). Самый большой ильмень в окрестностях поселения — Большая Чада.

### Почвы
На территории поселения преобладают бурые полупустынные почвы. Для выращивания сельскохозяйственных культур такие почвы необходимо дополнительно удобрять и орошать. Также присутствуют песчаные почвы.

### Флора
Вдали от воды флора довольно скудная и представлена низкорослой травянистой растительностью: полынь, солянка, пырей, осока, прутняк и др. Также имеются очаги зарослей жидовильника. Околоводная растительность представлена тростником и чаканом, образующими труднопроходимые заросли. Многие ерики сплошь покрываются зарослями жидовильника и лоха узколистного (называемого местным населением «феники»). Среди древесных пород многочисленны ивы и вязы.

### Климат
Климат Оля умеренно континентальный, засушливый. Температура воздуха порядка на 2-3 °С выше, чем в областном центре. Для территории характерны постоянные ветра. Весной (март, апрель) начинает дуть южный ветер — моряна. Ветер поднимает большое количество песка и пыли, порой создавая плохую видимость. Ветра начинают стихать с первыми ливневыми дождями. На май-июнь приходится наибольшее количество осадков в виде ливневых дождей, иногда с грозами. Во второй половине лета начинаются суховеи, которые продолжаются вплоть до конца сентября. Самый жаркий период с середины лета до середины сентября, характеризуется малым количеством осадков. Осень обычно сухая и тёплая. Первые заморозки приходятся на начало ноября. Зима мягкая. Ввиду континентальности климата, погода характеризуется неустойчивостью: сильные морозы часто сменяются оттепелями.

### Экология
Рукав Волги Бахтемир является главным поставщиком питьевой и поливной воды в Оля, а также служит миграционным путём для проходных и полупроходных рыб. Основным источником загрязнения Бахтемира является порт, а также сухогрузы и речные суда. В воде присутствуют примеси тяжёлых металлов, а также нефтепродукты. Превышение от нормы незначительное, но вызывает опасение растущая мощность порта, что повлечёт за собой ухудшение качества воды из-за поступления загрязняющих веществ.
Для почв характерно некоторое выщелачивание. Замеры у автомагистрали показывают незначительное превышение от нормы. Большой вклад в загрязнение атмосферного воздуха вносит растущее число автотранспорта и железнодорожного транспорта.
Ерик Чантинка, протекающий через населённый пункт, имеет неудовлетворительное состояние. Загрязнение тяжёлыми металлами превышает в 1,5 раза показатели из Бахтемира. В ерике зафиксировано превышение от нормы патогенных микроорганизмов. Скорее всего это связано с неконтролируемым выбросом бытовых отходов прямо в ерик. Удручающее состояние территории поселения связано со стихийными свалками бытового мусора. Поэтому важно со стороны администрации проводить мероприятия по препятствию возникновения свалок, беседы с населением, агитации за поддержание частоты поселения и прилегающих к нему территорий.

## Население
| 1859 | 1900 | 1904 | 1908 | 1914 |
| ---- | ---- | ---- | ---- | ---- |
| 102  | 259  | 202  | 637  | 330  |

| 2002 | 2010  | 2012  | 2013  | 2014  |
| ---- | ----- | ----- | ----- | ----- |
| 1652 | ↘1514 | ↗1574 | ↘1567 | ↘1548 |

Согласно результатам переписи 2002 года большинство населения посёлка составляли русские (87 %)

### Известные жители
- Бойков, Владимир Васильевич (1935—2009) — дирижёр, Народный артист Российской Федерации (1996), профессор Нижегородской консерватории.

## Транспорт

### Междугородний транспорт
Оля связан с районным центром автомобильной дорогой, которая в свою очередь соединена с федеральной трассой Астрахань-Лиман-Махачкала. Пассажирские перевозки осуществляются автомобильным транспортом в Лиман и Астрахань. Рейсы от автостанции осуществляются ежедневно.

### Железнодорожный транспорт
В 2001 году порт Оля был включен в Федеральную целевую программу «Модернизация транспортной системы России». В 2004 году силами железнодорожников была сооружена железнодорожная ветвь длиной 50 километров от станции Яндыки до припортовой железнодорожной станции «Порт Оля», соединившая порт с Приволжской железной дорогой. Через станцию «Порт Оля» осуществляют грузовые перевозки.
Железнодорожная ветвь сооружалась в сжатые сроки. Для того, чтобы обеспечить ввод в эксплуатацию перегона и станции, она строилась одновременно с двух сторон. Выгружавшиеся на станции Яндыки рельсо-шпальные решётки на большегрузных автомобилях везли к строившейся станции Оля. Перевезённый туда же путеукладчик шёл к станции Яндыки, собирая железнодорожное полотно.
Станция «Порт Оля», пути отстоя и пути выходящие к причалам порта строились тогда же. Административное здание станции оснащено необходимыми средствами связи, установлены компьютеры, оргтехника, созданы условия для приема пищи станционными работниками.

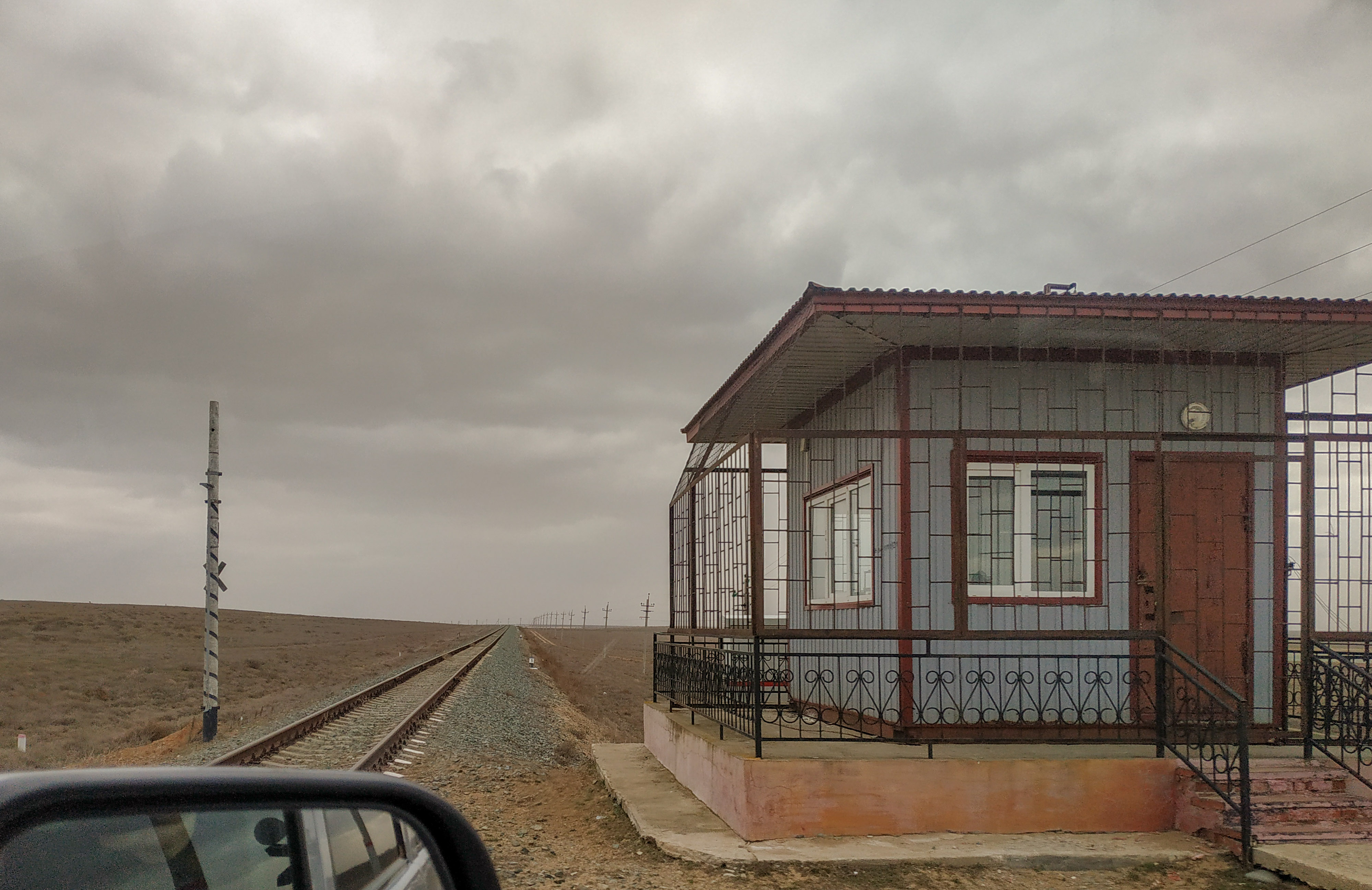
Линия Яндыки — порт Оля

28 июля 2004 года состоялась церемония открытия железнодорожной ветви Яндыки — Порт Оля. Меньше чем через год предпортовая станция Оля получила статус тарифной. Однако нельзя не видеть проблем этой ветви, тесно связанных с развитием самого порта. Порт не справляется с выгрузкой заявленных и прибывших в его адрес вагонов, что значительно затрудняет работу Астраханского узла. Простой вагонов в ожидании выгрузки составляет в среднем 15 суток (на декабрь 2007 года).

### Морской транспорт
В 2000 году открыто регулярное паромное сообщение с городами Туркменбаши (Туркменистан) и Анзали (Иран). На 2012 год паромное сообщение имеется только с портом Туркменбаши (Туркменистан), так как судовладелец паромов заключил большой контракт на перевозку новой колесной техники в Туркменистан.

## Статус города
Концепцию развития поселения выполнил Институт урбанистики (1993 год). Концепция предусматривает присвоение поселению статуса « город Оля». Положительная тенденция увеличения грузооборота и увеличения площади застройки порта создают условия для привлечения рабочей силы. В первую очередь персонал комплектуется из местных жителей. С приходом больших инвестиций в порт, есть надежда на улучшение инфраструктуры (ремонт дорог, благоустройство территорий, развитие малого бизнеса, развитие социальной сферы и др.). Трудовая занятость и улучшение условий проживания позволит значительно увеличить прирост местного населения.
Предварительная численность посёлка Оля (будущего города) в «Концепции» была определена в размере 13,0 тыс. жителей. Однако, учитывая опыт развития подобных структур (в России и за рубежом), в настоящее время трудно предвидеть интенсивность развития этого поселения на будущее, и в настоящем проекте, ориентировочно, численность населения принимается в размере 20,0 тыс. человек.
Планировочно, условия для организации и развития приморского порта в этом районе как и территории для развития города есть. В настоящее время разрабатывается генеральный план применительно к населённым пунктам с. Лесное, с. Баста и с. Оля МО «Олинский сельский совет» в перспективе город Оля.
В составе проекта предусматривается организация акватории порта, системы портовых сооружений с общей длиной причалов около 5 км, резервирование территорий для возможного развития в этом районе промышленно-коммерческих производств и складов для перевалочных и других грузов.
Кроме того, намечается усиление роли районного центра (пгт Лиман) и укрепление сформировавшегося опорного каркаса расселения на базе развития организационных и хозяйственных функций опорных центров систем расселения. На перспективу сохранится 24 сельских населённых пункта, за счет сселения одного мелкого (п. Забурунный) и трёх небольших посёлков, который войдут в состав нового города.
Александр Жилкин, в свою очередь, призвал молодёжь приобретать знания и возвращаться в свой посёлок, чтобы развивать его:
Через несколько лет Оля может превратиться в неплохой городок. Оля для Астраханской области – это не только один из населённых пунктов, это большая экономическая единица. Здесь развивается крупнейший транспортный узел – порт, сосредотачиваются интересы многих энергетических проектов. Село Оля – это порт, рыбная отрасль, судоходная линия, которая здесь будет проходить.

## Города побратимы
- Анзали, Гилян, Иран[18]